# Vlámská opera
Královská vlámská opera (nizozemsky Koninklijke Vlaamse Opera, či jen Vlaamse Opera) je operní instituce ve vlámské části Belgie. Zahrnuje operní budovy ve dvou městech Antverpy a Gent.
Idea sloučení dvou vlámských operních domů v Antverpách a v Gentu vznikla roku 1981, přičemž orchestr, sbor i ansámbl měly být sdílené. Spojení se uskutečnilo v roce 1988 a název sloučených divadel byl až do roku 1995 Opera voor Vlaanderen (Opera pro Vlámsko).

## Scény

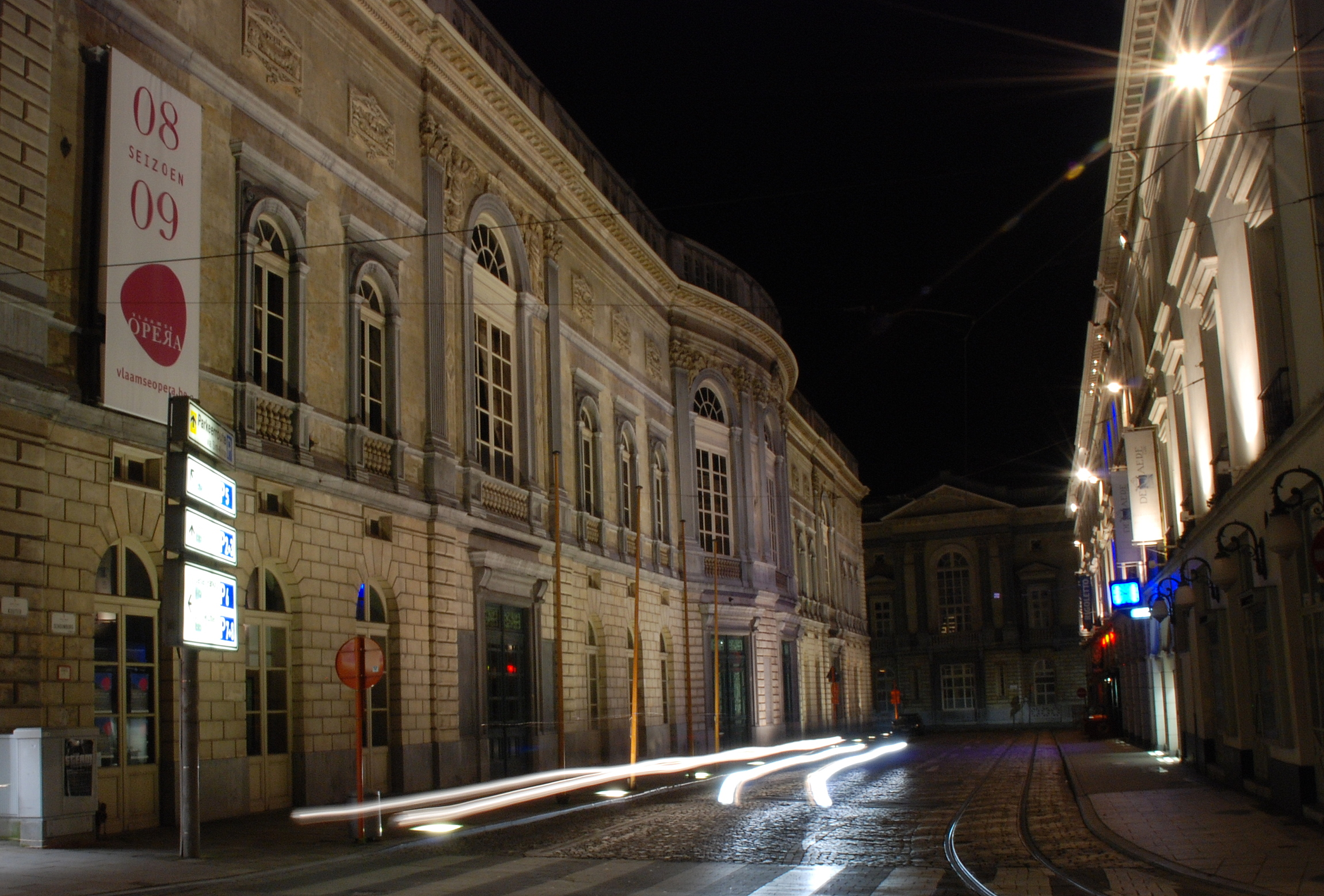
Budova Vlaamse Opera v Gentu z roku 1840

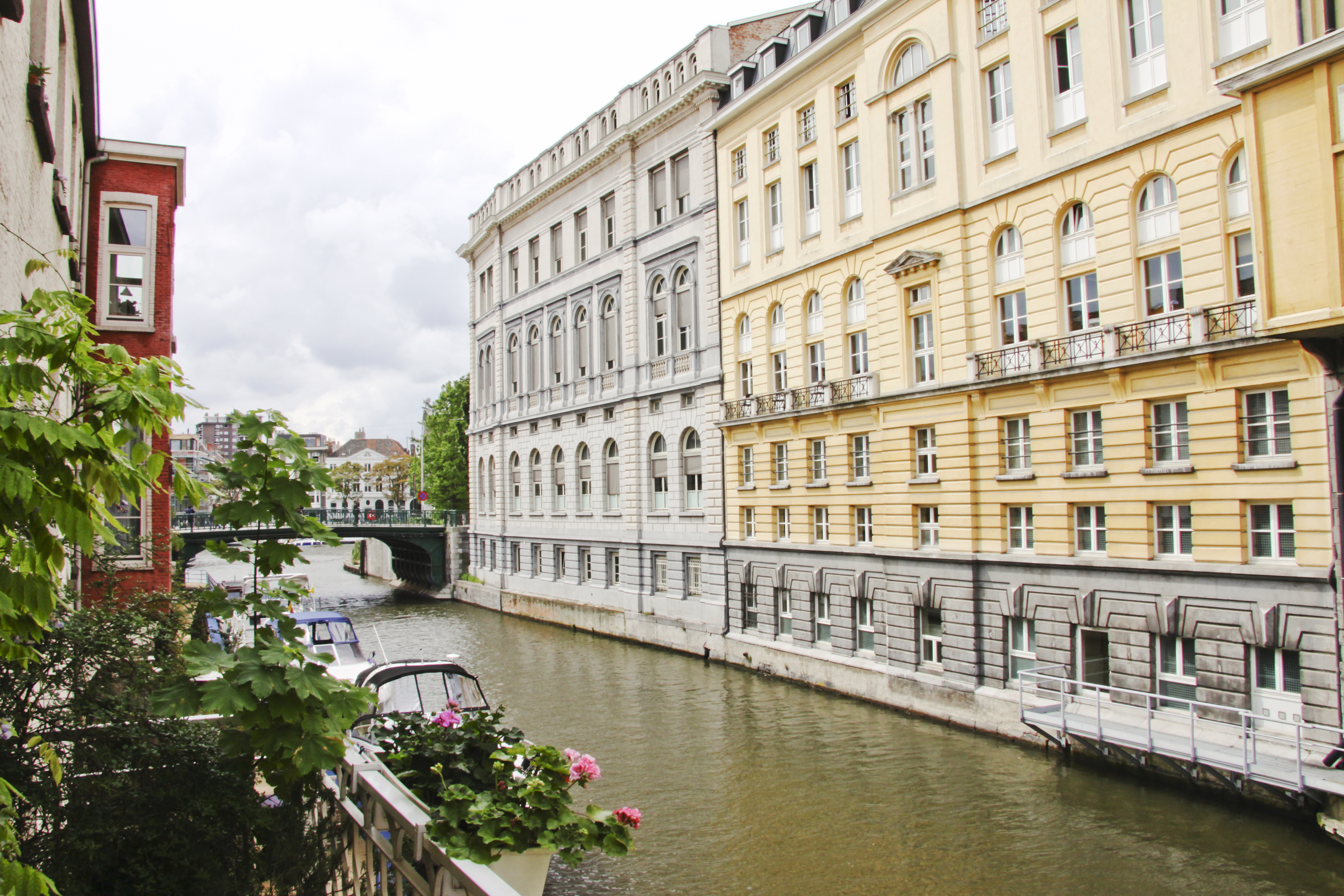
Zadní trakt Vlámské opery v Gentu

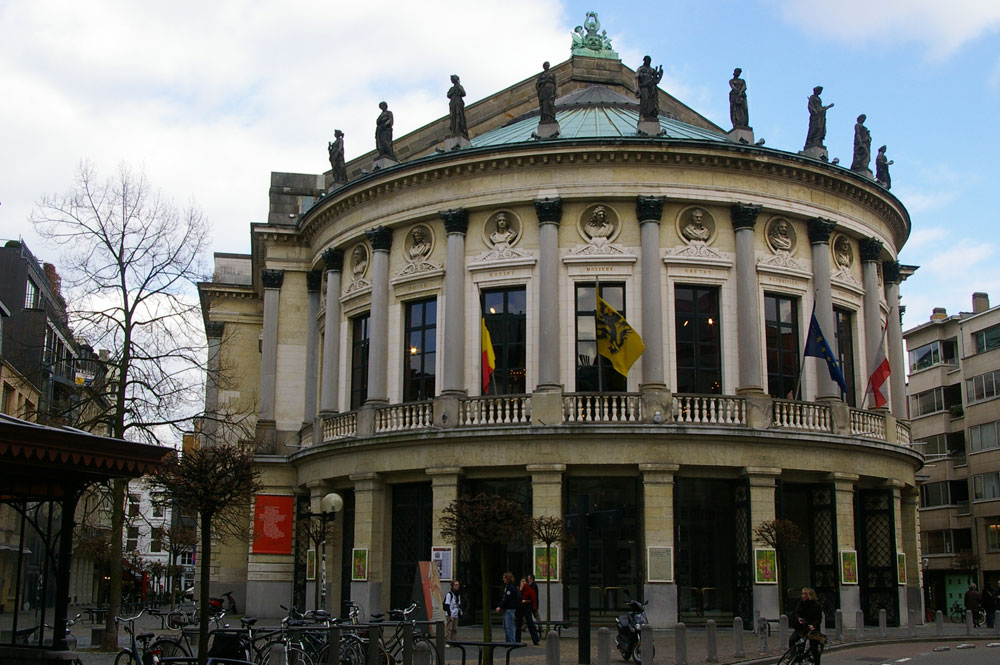
Bourla-Theater Antverpy, první sídlo Vlámské opery (1834)

### Vlámská opera Antverpy
Roku 1827 vypsalo město Antverpy zakázku výstavbu divadelní budovy. Vítězným se stal návrh architekta Pierra Bruna Bourly, který se v roce 1829 ujal výstavby budovy v klasicistním slohu. Kvůli Belgická revoluce se však dokončení značně zpozdilo a stavba divadla byla dokončena v roce 1834 a otevřena pod názvem Grand Théâtre resp. Théâtre Royal Français.
Stavba dnešní budovy Královské vlámské opery v Antverpách byla objednána v roce 1899 a otevřena roku 1907. Architektonický návrh od Alexise van Mechelena a Emiela van Averbeka byl realizován novobarokním stylu louis-seize hlediště pojme až tisíc diváků.

### Vlámská opera Gent

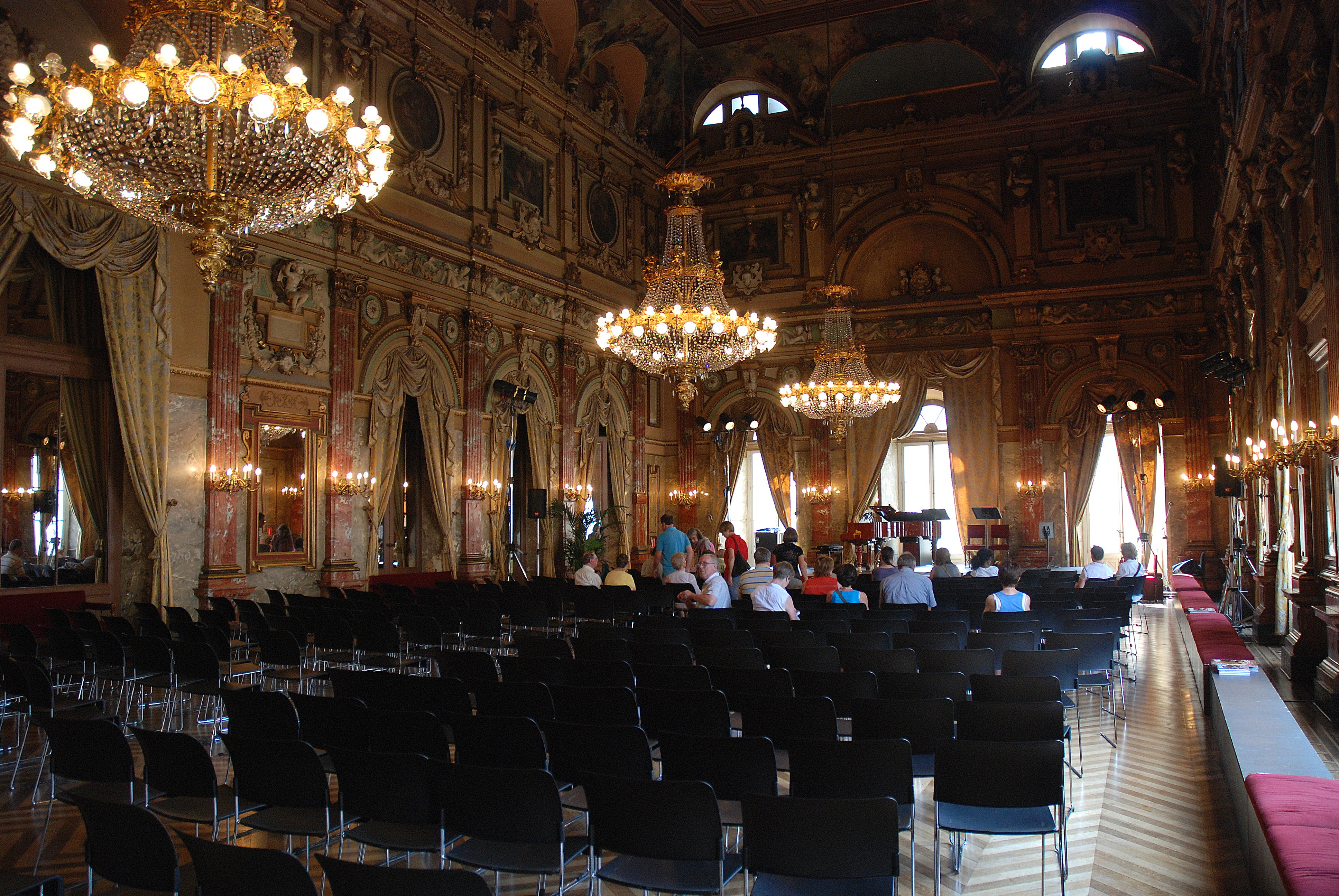
Lullyho sál v gentské divadelní budově

Budova dnešní Vlámské opery v Gentu (Koninklijke Opera van Gent) byla postavena v roce 1840 podle návrhu Louise Roelandta. Kromě velkého sálů jsou v budově další tři velké místnosti, které jsou využívány pro konference a společenské události. Foyer, reduta a monumentální Lullyho sál ve francouzském stylu vede do velkého sálu, kde se konají operní a baletní představení ale také koncerty a kongresy.
Budova ve tvaru písmene „L“ je vyzdobena renomovanými pařížskými umělci tehdejší doby, Humanité-René Philastrem a Charlesem-Antoinem Cambonem. Původně měl sál kapacitu asi 1800 míst, ta však byla při rekonstrukcích zredukována na 965 ovšem se zásadně lepším výhledem na jeviště. Lustr s více než 80 žárovkami měří 3 × 4,5 m. Kupole je vymalována ve stylu trompe-l’œil.

## Ocenění
- Mezinárodní operní cena za rok 2014, Anniversary Production (Wagner) za představení Parsifala